# Scott Fujita
Scott Anthony Fujita (28 de abril de 1979, Camarillo, Califórnia) é um ex-jogador profissional de futebol americano estadunidense que foi campeão da temporada de 2009 da National Football League jogando pelo New Orleans Saints.
Fujita também jogou pelo Cleveland Browns e  também pelo Dallas Cowboys.